# Piotr Franciszek Jamet
Piotr Franciszek Jamet, właśc. fr. Pierre-François Jamet (ur. 12 września 1762 we Frênes w diecezji Sées, zm. 12 stycznia 1845 w Caen) – francuski duchowny, współzałożyciel Wyższego Instytutu Sióstr od Dobrego Zbawiciela, błogosławiony Kościoła rzymskokatolickiego.
Urodził się wielodzietnej rodzinie. Studiował na Uniwersytecie w Caen teologię i filozofię. W 1784 roku wstąpił do seminarium Eudistes Caen, a w 1787 roku otrzymał święcenia kapłańskie. 19 listopada 1790 roku został mianowany kapelanem, a także był spowiednikiem.
Zmarł 12 stycznia 1845 roku, mając 82 lata w opinii świętości.
Został beatyfikowany przez papieża Jana Pawła II w dniu 10 maja 1987 roku.